# Цезальпиния
Цезальпи́ния (лат. Caesalpínia) — род растений семейства Бобовые (Fabaceae). Включает более 150 видов, растущих в тёплых регионах обоих полушарий.

## Название
Род назван Шарлем Плюмье в 1703 году в честь Андреа Чезальпино (итал. Andrea Cesalpino, 1524—1603), итальянского ботаника и философа, позднее это название было использовано Карлом Линнеем в работе Species Plantarum. Согласно Международному кодексу ботанической номенклатуры научные названия растений, обнародованные до 1 мая 1753 года, не считаются действительно опубликованным и формально автором названия считается Линней.
В синонимику рода входят следующие названия:
- Biancaea Tod.
- Brasilettia (DC.) Kuntze
- Denisophytum R.Vig.
- Poinciana L.
- Ticanto Adans.

## Биологическое описание

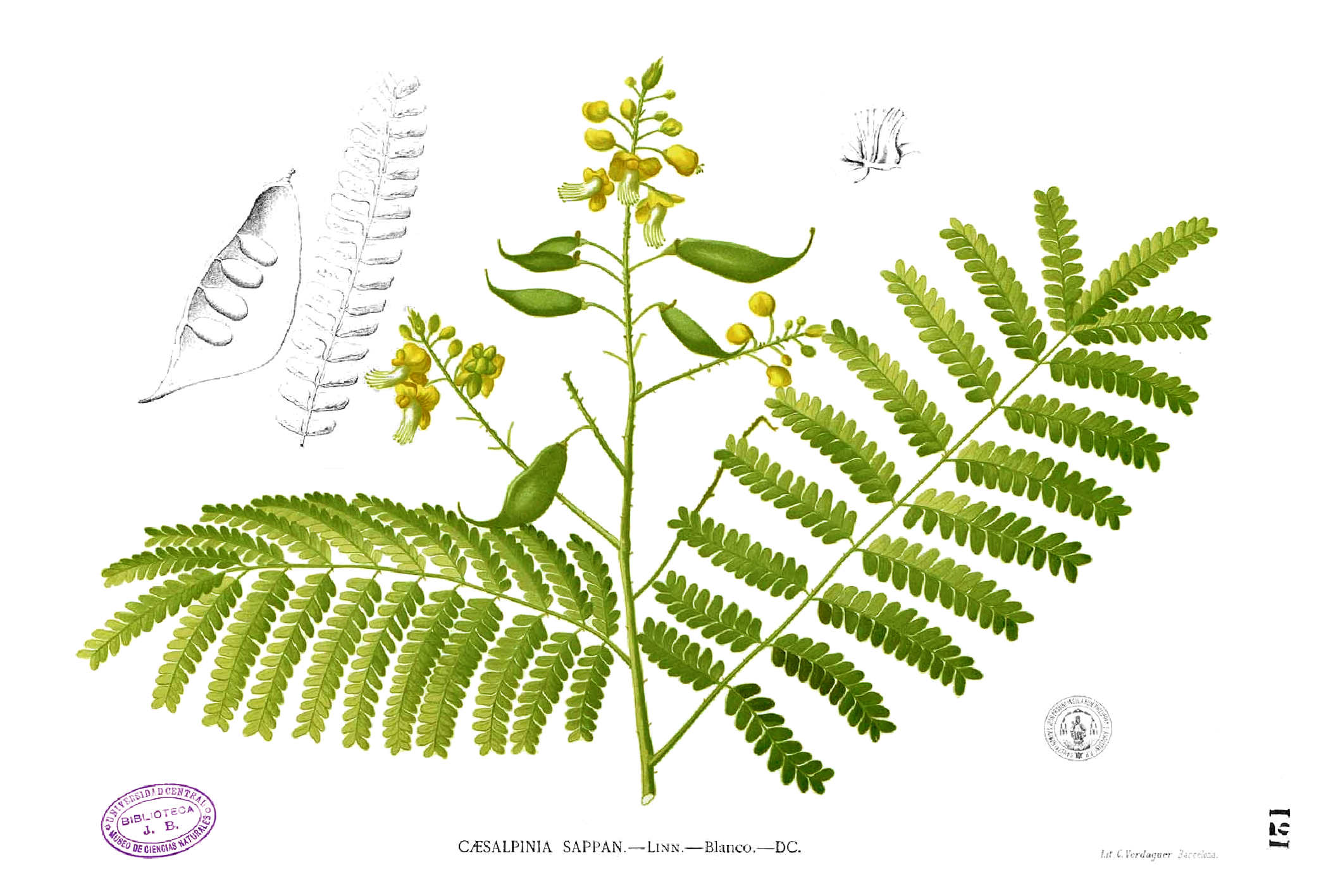
Caesalpinia sappan.

Представители рода — деревья и кустарники, иногда лианы (лазящие кустарники), часто колючие, с двоякоперистыми листьями.
Цветки жёлтые или красные, довольно крупные, в кистях. Чашечка с пятью долями, из которых нижняя вогнутая и обыкновенно больше остальных; лепестков пять, почти равных или верхний мельче остальных; тычинок десять, свободных; завязь сидячая.
Плод — боб, кожистый, плоский или вздутый, раскрывающийся или не раскрывающийся.

## Использование
Древесина некоторых видов цезальпинии ранее использовалась как сырьё для получения красного красителя, а сами растения назывались красильным красным деревом: это Caesalpinia echinata Lam. (Бразилия), Caesalpinia crista L. и Caesalpinia bijuga Sw. (Вест-Индия), Caesalpinia sepiaria Roxb. (Индия и Малайский архипелаг).
Caesalpinia bonducella (L.) Roxb. (тропики обоих полушарий) содержит, главным образом в семенах, горькое противолихорадочное средство (аптечное название — Nuces bonducellae).
Бобы дивидиви (Caesalpinia coriaria) служат для дубления и приготовления чёрной краски.
Ещё в 1193 году из Индии получали красильное дерево под названием brasil или bresil. Бразилия получила своё название от богатства красильным деревом.

## Виды
По информации базы данных The Plant List (2013), род включает 162 вида. Некоторые из них:
- Caesalpinia bonduc (L.) Roxb. — Цезальпиния бондук
- Caesalpinia coriaria (Jacq.) Willd. — Цезальпиния дубильная
- Caesalpinia echinata Lam. — Цезальпиния ежовая, или Цезальпиния шиповатая, или Фернамбуковое дерево, или Пау-бразил
- Caesalpinia violacea (Mill.) Standl. [syn. Caesalpinia brasiliensis L.typus[1]]